# Heerlijkheid Falkenstein
De heerlijkheid Falkenstein was een tot de Zwabische Kreits behorende heerlijkheid binnen het Heilige Roomse Rijk. Er zijn meer burchten met de naam Falkenstein. Het gaat hier om die bij Dettingen am Albuch in de Landkreis Heidenheim.
De in de twaalfde eeuw vermelde burcht aan de Brenz kwam omstreeks 1260 via de erfgename Adelheid van Falkenstein aan Walter van Faimingen en na zijn dood in 1272 aan zijn schoonzoon Hendrik Speth von Faimingen (12601313). Zijn erfgenamen waren zijn vier kleindochters die onder voogdij stonden van koning Lodewijk de Beier en diens zoon markgraaf Lodewijk van Brandenburg.
De laatste verpandde Falkenstein met Faimingen in 1349 aan hertog Koenraad van Teck. Al snel daarna kwam het in bezit van de graven van Helfenstein en vervolgens door het huwelijk van Anna van Helfenstein aan hertog Frederik van Teck.
Frederik van Teck kreeg van keizer Karel IV het marktrecht en het halsgerecht voor het naburige Dettingen. Hertog Frederik verkocht in 1390 Falkenstein met de molen en goederen in Dettingen, Heuchlingen, Ballendorf en Mehrstetten aan Albrecht van Rechberg. Na een jarenlange juridische strijd om de tot Falkenstein behorende dorpen kwam de hoge jurisdictie in 1531 aan de heerlijkheid Heidenheim. De heerlijkheid met de burcht werd in 1593 door Württemberg gekocht.